# Festuca capillata
Festuca capillata är en gräsart som beskrevs av Jean-Baptiste de Lamarck. Festuca capillata ingår i släktet svinglar, och familjen gräs. Inga underarter finns listade i Catalogue of Life.